# 瓦茨瓦夫一世 (薩托爾)
瓦茨瓦夫一世（波蘭語：Wacław I zatorski，約1418年—1468年7月29日），薩托爾公爵，奧斯威辛公爵卡齊米日一世的長子，1445年至1468年在位。

## 家庭
瓦茨瓦夫的妻子名為瑪格莎塔（Małgorzata），兩人共有四個兒子：
1. 卡齊米日（—1490年）
2. 瓦茨瓦夫（英语：Wenceslaus II of Zator）（—1487年）
3. 揚五世（—1513年）
4. 瓦迪斯瓦夫（英语：Władysław of Zator）（—1494年）